# Старый город (Клайпеда)

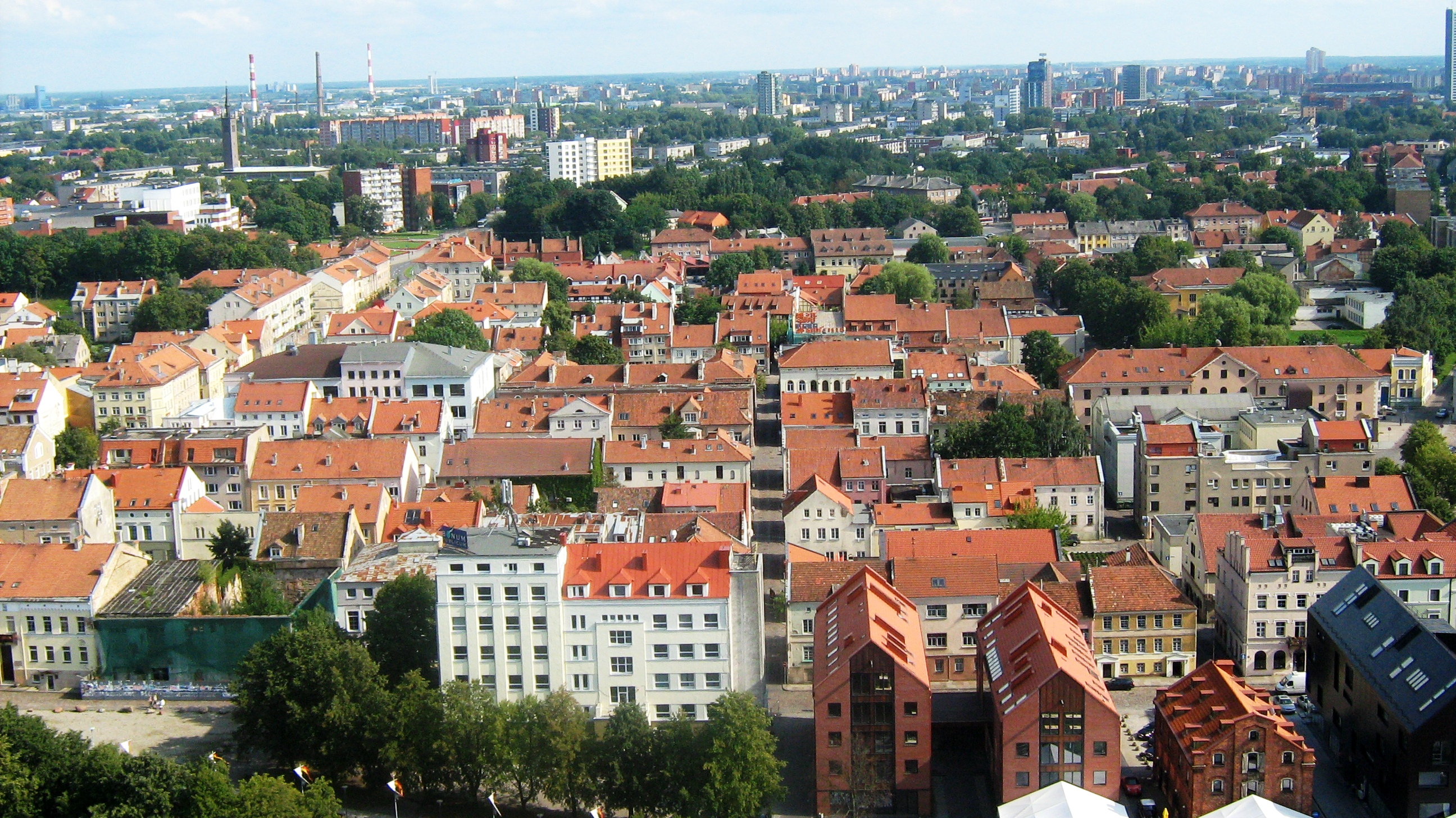
Старый город (Клайпеда)

Ста́рый го́род (лит. Klaipėdos senamiestis) — район Клайпеды, старейшая часть города в устье реки Дане. Архитектуре Старого города свойственна правильная сеть улиц (почти все пересекаются под прямым углом) и фахверки. Сохранились остатки Мемельской крепости.

## Архитектура
В Старом городе Клайпеды расположены Клайпедский драматический театр, Музей истории Малой Литвы, лютеранский храм, скульптуры Анхен и «Арка», которая символизирует присоединение Клайпедского края к Литве.

## Галерея

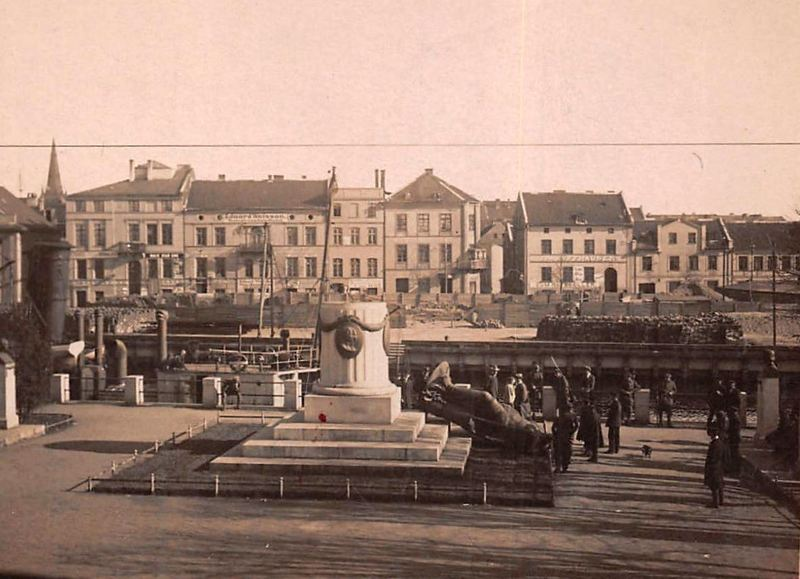
Снесенный после присоединения к Литве памятник «Боруссия» 1923 г.
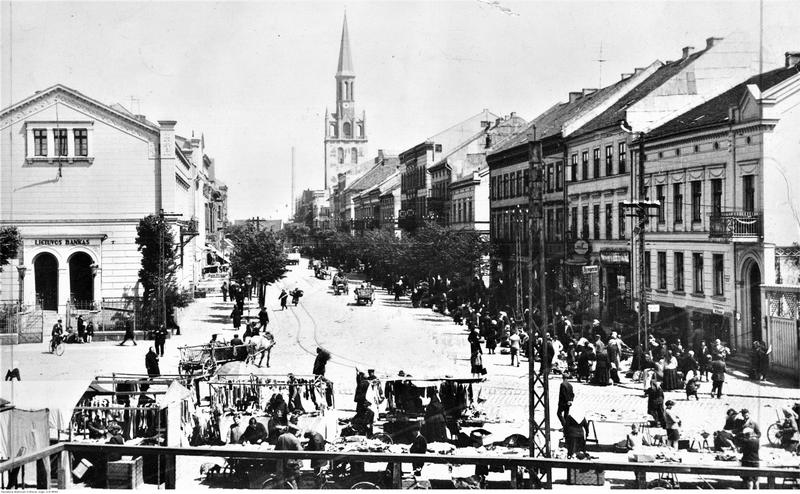
Старый город 1932 г.
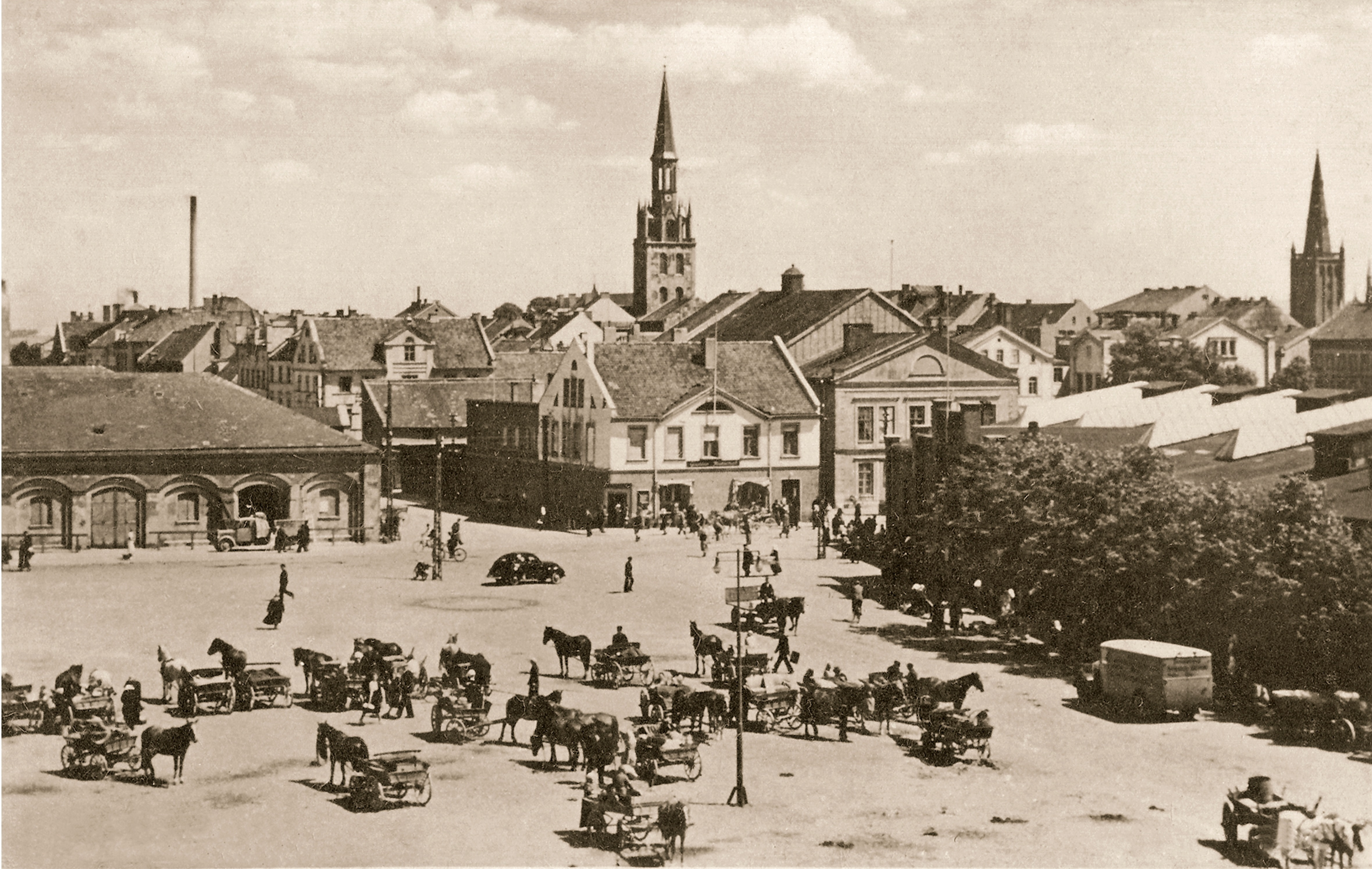
Тургаус (Рыночная) площадь до Второй мировой войны
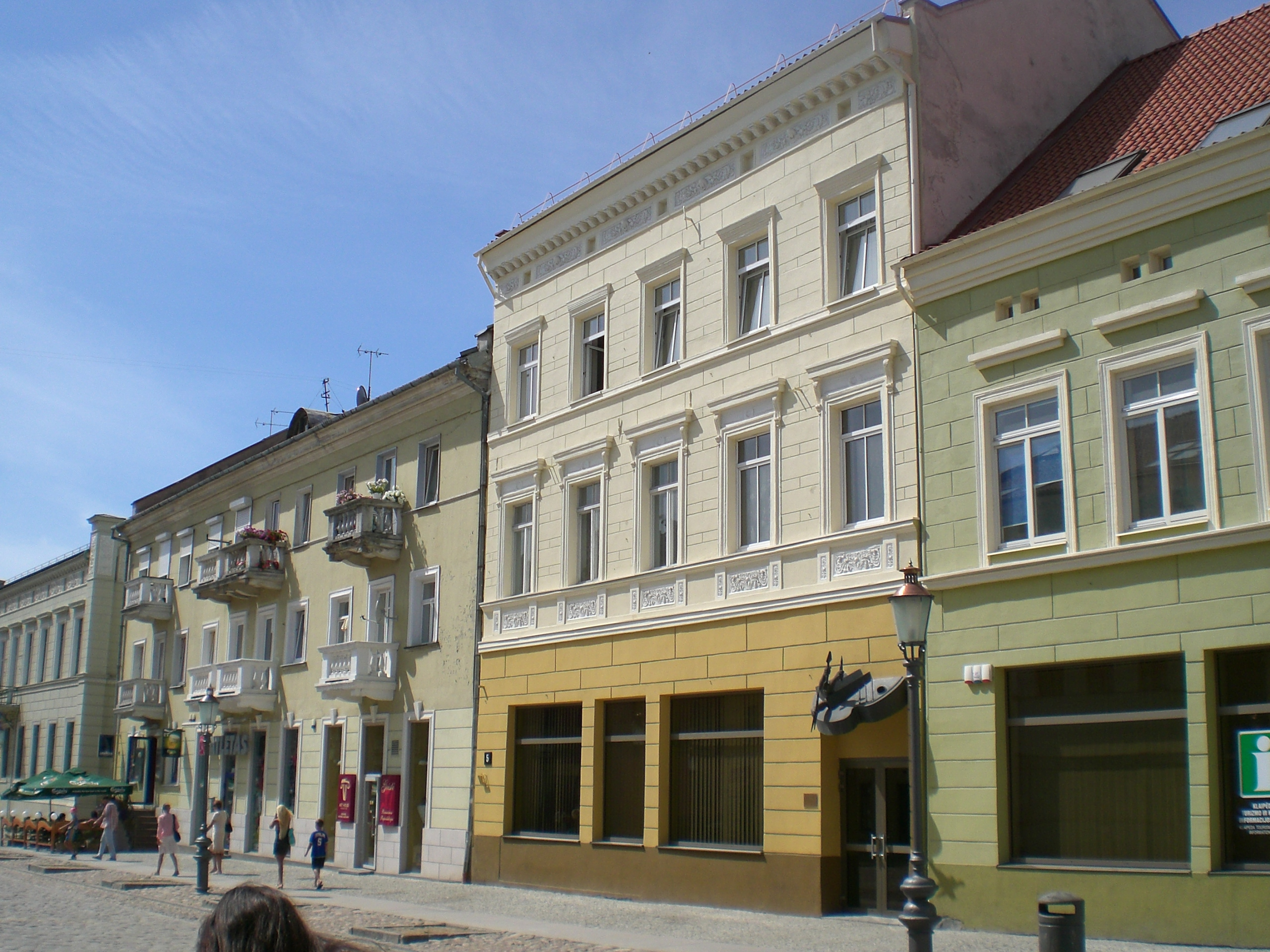
Тургаус (Рыночная) площадь
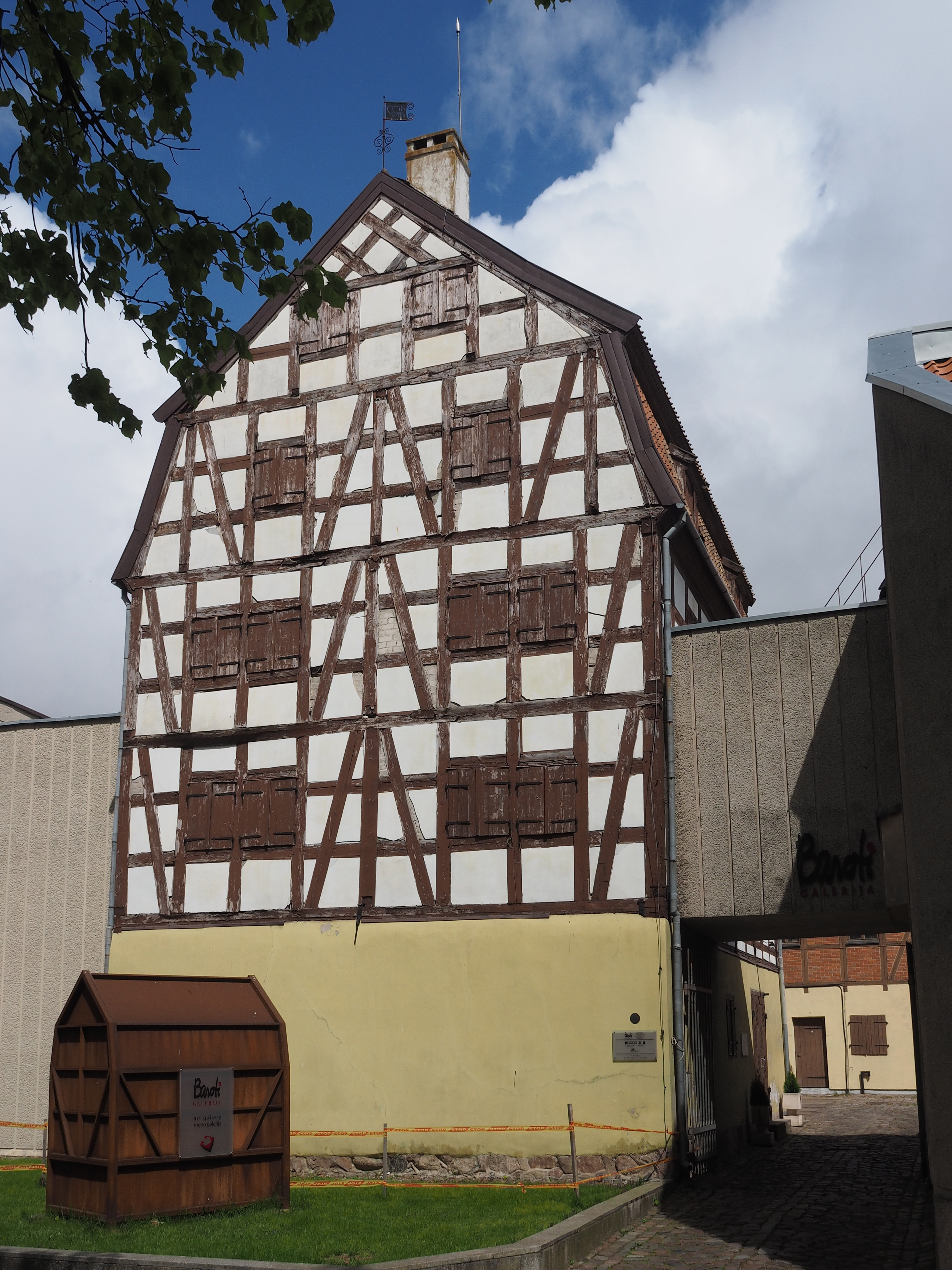
фахверк
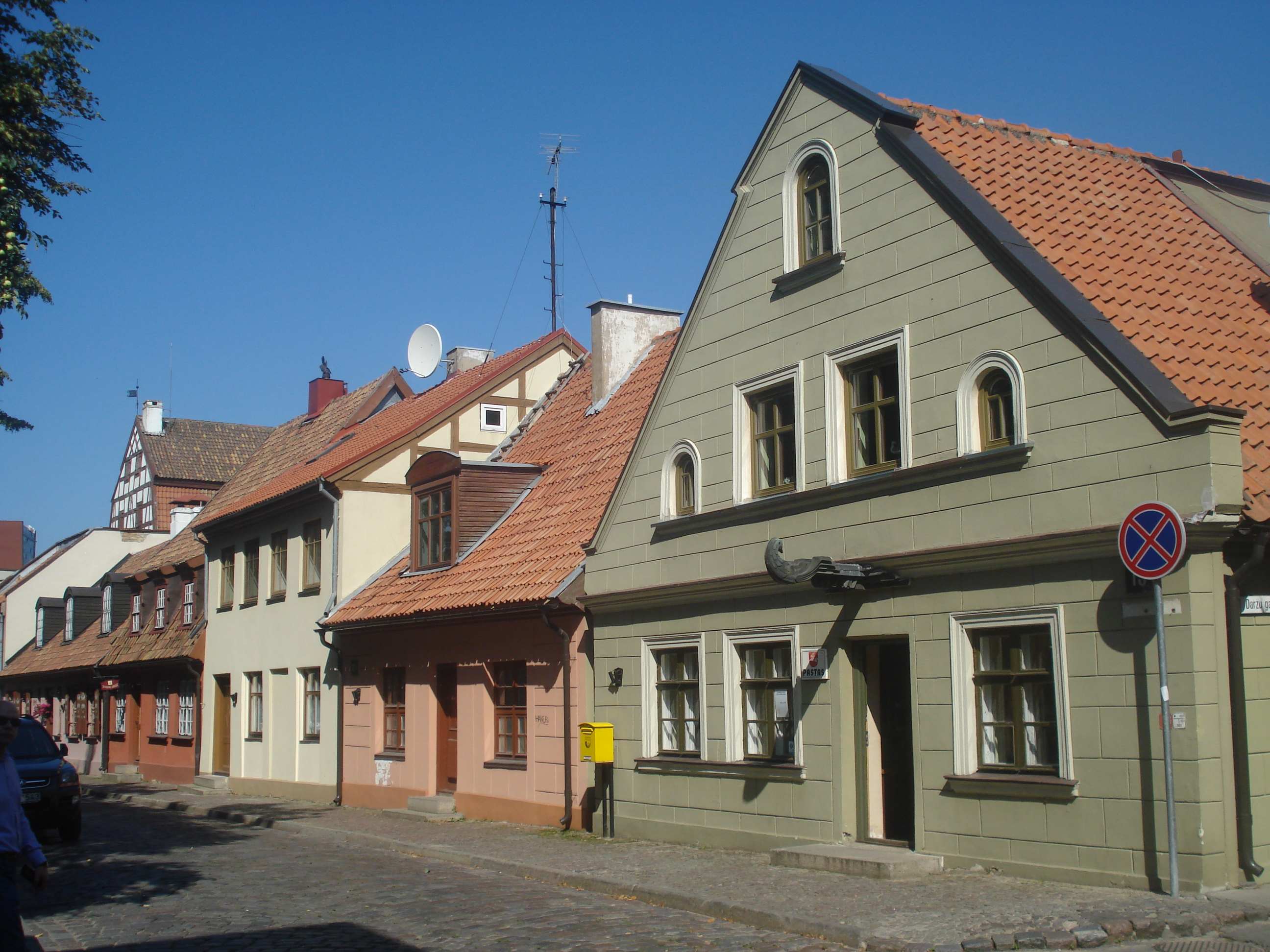
улица Аукштойи